# Takeru: Letter of the Law
Takeru: Letter of the Law (укр. Такеру: Буква закону) — пригодницька відеогра за мотивами манґи Буйчі Терасави «Такеру — Поганий хлопець з Ямато».
Спочатку вона була розроблена Matsushita Electric Industrial для 3DO Interactive Multiplayer в Японії, а стала доступною для Microsoft Windows і Mac OS у 1996 році.

## Сюжет
Історія відеогри та манґи зосереджена на історії авантюриста-шінобі Такеру Ісімонджі та його підопічної Бумбуку на землях Ямато. Вони борються зі злою чаклункою Каґанджю, щоб урятувати принцесу вітру Хіен і унеможливити воскресіння королеви Хіміко.

## Огляди
Takeru: Letter of the Law отримала змішані відгуки, зокрема 22/40 від японського журналу Weekly Famicom Tsūshin (Famitsu), 37/100 від німецького журналу PC Player та 6.8/10 від британського журналу PC Zone.